# Chicago Staleys 1921
La stagione 1921 dei Chicago Staleys è stata la seconda della franchigia nella American Professional Football Association.
La squadra migliorò il record di 10–1–2 del 1920 salendo a 9–1–1 sotto la direzione dell'allenatore/giocatore George Halas, guadagnando il primo posto nella classifica finale e il suo primo titolo. L'inizio della stagione vide A.E. Staley cedere il controllo della squadra a Halas e Dutch Sternaman, che la trasferirono a Chicago. Il nome passò da Decatur Staleys a Chicago Staleys a causa di un contratto tra Staley e Halas. Gli Staleys furono abbastanza dominanti ma tutte le gare di Chicago furono disputate in casa (inclusa una a Decatur). Due gare furono contro i Buffalo All-Americans; la prima, giocata il Giorno del Ringraziamento, fu vinta da Buffalo per 7–6, dando agli Staleys l'unica sconfitta della stagione.
Ed "Dutch" Sternaman e George Halas furono ancora le stelle della squadra, ma anche il nuovo arrivo Gaylord Stinchcomb diede il suo contributo. Sternaman segnò 32 punti, la maggior parte dei quali calciando, e passò un touchdown. Halas ebbe 3 touchdown su ricezione mentre Stinchcomb guidò la squadra con 4 touchdown su corsa.

## Calendario
| Stagione regolare |                          |              |           |           |        |          |
| Data              | Avversario               | Stadio       | Risultato | Punteggio | Record | Pubblico |
| Domenica, 2 ott.  | Waukegan Legion          | Staley Field | V         | 35–0      | 1-0    |          |
| Lunedì, 10 ott.   | Rock Island Independents | Staley Field | V         | 14–10     | 2–0    | 5,000    |
| Domenica, 16 ott. | Rochester Jeffersons     | Cubs Park    | V         | 16–13     | 3–0    | 8,000    |
| Domenica, 23 ott. | Dayton Triangles         | Cubs Park    | V         | 7–0       | 4–0    | 8,000    |
| Domenica, 6 nov.  | Detroit Tigers           | Cubs Park    | V         | 20–9      | 5–0    | 6,000    |
| Domenica, 13 nov. | Rock Island Independents | Cubs Park    | V         | 3–0       | 6–0    | 4,000    |
| Domenica, 20 nov. | Cleveland Indians        | Cubs Park    | V         | 22–7      | 7–0    | 10,000   |
| Giovedì, 24 nov.  | Buffalo All-Americans    | Cubs Park    | S         | 7–6       | 7–1    |          |
| Domenica, 27 nov. | Green Bay Packers        | Cubs Park    | V         | 20–0      | 8–1    | 7,000    |
| Domenica, 4 dic.  | Buffalo All-Americans    | Cubs Park    | V         | 10–7      | 9–1    | 12,000   |
| Domenica, 11 dic. | Canton Bulldogs          | Cubs Park    | V         | 10–0      | 10–1   | 3,000    |
| Domenica, 18 dic. | Chicago Cardinals        | Cubs Park    | P         | 0–0       | 10–1–1 | 2,000    |

Legenda
corsivo indica una squadra che non faceva parte della APFA

## Futuri Hall of Famer
- Guy Chamberlin, end
- George Halas, end
- George Trafton, centro